# Premio Grand Master
Il premio Grand Master (Grand Master Award) è un riconoscimento letterario annuale attribuito dalla SFWA (Science Fiction and Fantasy Writers of America, "Scrittori di fantascienza e fantasy d'America") all'autore o autrice che viene riconosciuto di maggiore importanza nell'ambito del genere letterario della fantascienza o della fantasy.
Il premio è stato istituito nel 1975: inizialmente non era una ricorrenza annuale. Ne vengono insigniti solo autori viventi.
A partire dal 2002 è stato ribattezzato Damon Knight Memorial Grand Master Award in onore di Damon Knight, morto nell'aprile di quell'anno e già fondatore della SFWA.

## Elenco degli scrittori premiati
- 1975: Robert A. Heinlein
- 1976: Jack Williamson
- 1977: Clifford D. Simak
- 1978: L. Sprague de Camp
- 1981: Fritz Leiber
- 1984: Andre Norton
- 1986: Arthur C. Clarke
- 1987: Isaac Asimov
- 1988: Alfred Bester
- 1989: Ray Bradbury
- 1991: Lester del Rey
- 1993: Frederik Pohl
- 1995: Damon Knight
- 1996: A. E. van Vogt
- 1997: Jack Vance
- 1998: Poul Anderson
- 1999: Hal Clement
- 2000: Brian W. Aldiss
- 2001: Philip José Farmer
- 2003: Ursula K. Le Guin
- 2004: Robert Silverberg
- 2005: Anne McCaffrey
- 2006: Harlan Ellison
- 2007: James Gunn
- 2008: Michael Moorcock
- 2009: Harry Harrison[1]
- 2010: Joe Haldeman
- 2012: Connie Willis
- 2013: Gene Wolfe
- 2014: Samuel R. Delany
- 2015: Larry Niven
- 2016: C. J. Cherryh
- 2017: Jane Yolen
- 2018: Peter S. Beagle
- 2019: William Gibson[2][3]
- 2020: Lois McMaster Bujold
- 2021: Nalo Hopkinson[4]
- 2022: Mercedes Lackey[5]
- 2023: Robin McKinley[6]
- 2024: Susan Cooper[7]
- 2025: Nicola Griffith[8]